# Juventud de Acción Española
Juventud de Acción Española es fundà a Barcelona el març de l'any 1933 com un partit polític ultradretà amb l'objectiu de protegir la independència, la seguretat i el progrés d’Espanya, tot preservant les seves tradicions racials i institucions històriques
Al capdavant del grup hi havia Emilio Guillamet Borrás com a president i Rafael Colomina en el càrrec de vicepresident. L’entitat tenia connexions amb la Unión Social Hispánica.